# Grzegorz Zachariasiewicz
Grzegorz Zachariasiewicz SI (ur. 20 czerwca 1740 we Lwowie, zm. 16 maja 1814 w Warszawie) – ormiański duchowny rzymskokatolicki, jezuita, sufragan łowicki w archidiecezji gnieźnieńskiej, administrator diecezji warszawskiej w imieniu arcybiskupa Ignacego Raczyńskiego w latach 1807–1814, kanclerz kurii prymasowskiej, prepozyt kapituły w Łasku, dziekan kapituły łowickiej, kanonik gnieźnieński, łowicki i inflancki, proboszcz w Skierniewicach, Inowłodzu, Rawie i Chruślinie.

## Życiorys
2 sierpnia 1760 złożył śluby zakonne i został członkiem Towarzystwa Jezusowego. Brak informacji kiedy przyjął święcenia kapłańskie.
27 marca 1809 papież Pius VII prekonizował go biskupem pomocniczym gnieźnieńskim oraz biskupem in partibus infidelium Corycus. 3 lipca 1809 przyjął sakrę biskupią z rąk biskupa pomocniczego żmudzkiego Antonina Malinowskiego OP. Asystował mu biskup-nominat płocki o. Tomasz Ostaszewski SI.
Jako członek Konsystorza Generalnego Diecezji Warszawskiej przystąpił do Konfederacji Generalnej Królestwa Polskiego w 1812 roku.